# Heidi Grande Røys

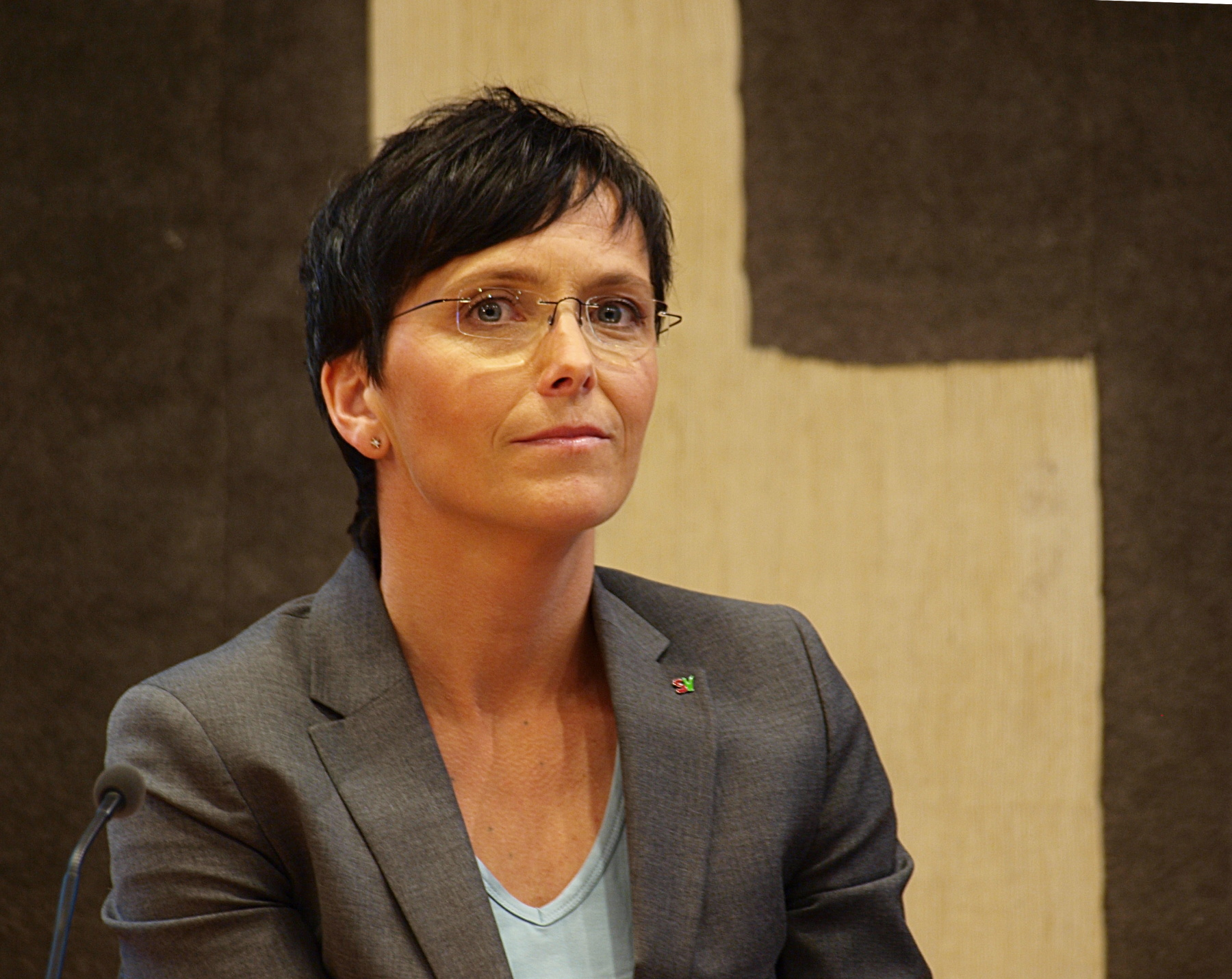
Heidi Grande Røys, 2009

Heidi Grande Røys (* 6. Mai 1967 in Bremanger) ist eine norwegische Politikerin der Sosialistisk Venstreparti (SV). Von 2001 bis 2005 war sie Abgeordnete im Storting, von Oktober 2005 bis Oktober 2009 die norwegische Ministerin für Erneuerung und Verwaltung.

## Leben
Røys besuchte bis 1986 die weiterführende Schule in Flora. Von 1986 bis 1989 besuchte sie die Lehrerhochschule in Bergen im Zweig für die Vorschullehrer. Anschließend arbeitete sie bis 1996 als Abteilungsleiterin eines Kindergartens. Anschließend war Røys bis 2001 als Leiterin des Kindergartens tätig. In dieser Zeit war sie auch lokalpolitisch aktiv. So saß sie in den Jahren 1991 bis 2001 im Kommunalparlament der Kommune Flora. In der Zeit von 1998 bis 2006 fungierte sie als stellvertretende Vorsitzende der Sosialistisk Venstreparti im damaligen Fylke Sogn og Fjordane. Zwischen 1999 und 2000 arbeitete sie als politische Beraterin für die SV-Fraktion im norwegischen Nationalparlament, dem Storting. In dieser Zeit war sie von ihrer Arbeit als Kindergartenchefin freigestellt.
Bei der Parlamentswahl 2001 zog Røys erstmals in das Storting ein. Dort vertrat sie den Wahlkreis Sogn og Fjordane und wurde Mitglied im Finanzausschuss. Røys war dabei die erste Person, die für die SV aus dem Wahlkreis Sogn og Fjordane in das Parlament gewählt wurde. Bei der Wahl im Herbst 2005 verpasste sie aufgrund des schlechteren Wahlergebnisses der SV den Wiedereinzug. Am 17. Oktober 2005 wurde sie zur Ministerin für Erneuerung und Verwaltung in der neu gebildeten Regierung Stoltenberg II ernannt. Dabei war ihr Amt im Modernisierungsministerium (Moderniseringsdepartementet) angesiedelt, das während ihrer Zeit als Ministerin zum Jahresbeginn 2006 in Ministerium für Erneuerung und Verwaltung (Fornyings- og administrasjonsdepartementet) umbenannt wurde. Die Amtszeit von Røys endete zum 20. Oktober 2009, als es nach der Stortingswahl 2009 zu einem Umbau der Regierung von Jens Stoltenberg kam. Ihr Ministerposten fiel dabei an die Arbeiderpartiet-Politikerin Rigmor Aasrud.
Nach ihrer Zeit als Ministerin kehrte sie zu ihrer Arbeit im Kindergarten zurück.